# 妙香園
妙香園（みょうこうえん、英: Myokoen. Co.LTD.）は、愛知県名古屋市熱田区沢上二丁目5番6号に本社を置く、お茶の精選加工および販売などを行っているお茶専門店およびその会社法人。

## 会社概要
1916年（大正5年）2月創業。1964年（昭和39年）に株式会社として設立。2016年（平成28年）に創業100周年を迎えた。名古屋市熱田区と西尾市に製造工場を持ち、直営店6店舗などで昔ながらの茶葉の販売を行っているが、近年では自社ブランドによるペットボトル茶、やかん・急須で使用するティーバッグや粉末茶のほか、期間限定で抹茶チョコレートなどの販売も行っている。全日本茶商クラブ加盟。
また、中区栄に所有する妙香園ビルには貸しギャラリーとして妙香園画廊があるほか、各種の文化教室も開催している。
更に、中区栄と豊田市にほうじ茶と抹茶を使ったテイクアウト専門カフェ「MYOKOEN TEA STORE」をオープンし、若年層の取り込みを行っている。看板商品のほうじ茶を使った「ほうじ茶ラテ」や亀屋芳広の餡を使った「絶品和サンデー」も販売している。

### 沿革
- 1916年（大正5年） - 田中秀吉（ひできち）により、「田中茶店」として創業[1]。
- 1934年（昭和9年） - 秀吉が亡くなり、長男の富治郎が店を継ぐ[1]。

## 事業所
- 本店（愛知県名古屋市熱田区）
- 栄店（愛知県名古屋市中区）
- サカエチカ店（愛知県名古屋市中区）
- サンロード店（愛知県名古屋市中村区）
- トヨタ店（愛知県豊田市山之手）
- 本社事務所（愛知県名古屋市熱田区）
- 本社工場（愛知県名古屋市熱田区）
- 西尾工場（愛知県西尾市）